# بايرام كندي (ملكان)
بايرام‌ كندي هي قرية في مقاطعة ملكان، إيران. عدد سكان هذه القرية هو 354 في سنة 2006.